# アルティス (通信会社)
アルティス・ヨーロッパ（オランダ語: Altice Europe N.V.）は、西ヨーロッパで、ケーブルテレビや携帯電話のサービスを行う電気通信事業者。SFR、ポルトガルテレコムなどのブランドを運営する。ユーロネクスト・アムステルダム上場企業（Euronext: ATC ）。現在本社をオランダ・アムステルダムに置く。

## 沿革

### ヨーロッパにおける展開
2001年5月、モロッコ生まれのユダヤ人でフランスとイスラエルの市民権を持つ起業家のパトリック・ドライ（Patrick Drahi）により、ルクセンブルクで設立された。2002年にパリ地域でケーブルテレビ・インターネットプロバイダ事業を行っていたEst Vidéocommunicationの買収を皮切りに、Numericable、UPC Franceなどフランスのケーブルテレビ事業者を続々と買収、2007年に光ファイバー事業者のCompletelを買収、以降もMa Chaîne Sport、Vivolta、ShortsTVなどフランスのケーブルテレビチャンネルを相次いで傘下とした。2003年にベルギーのCoditelを買収しフランス国外に進出、2009年5月にイスラエルのケーブルテレビ事業者Hotを買収した。
2013年にフランスの携帯電話事業最大手のOrangeから、ドミニカ共和国事業を買収、2014年4月、ヴィヴェンディの通信部門であるSFRの買収を発表、翌年この買収が完了し、フランス語圏のサービスはSFRのブランドに統一され、フランスの携帯電話市場でOrangeに次ぐ第2位に浮上した。2014年12月、ポルトガルテレコムを買収し傘下企業とすることを発表、翌年6月に完了した。
2022年10月17日、ボーダフォン共同でドイツのファイバーブロードバンド網を敷設する合弁事業を立ち上げ。名称はFibreCoで、ドイツの700万世帯向けにブロードバンド網を構築する予定。

### アメリカでの買収とスピンオフ
2015年5月、アメリカのケーブル事業者サドンリンク・コミュニケーションズ（Suddenlink Communications）の買収を発表、続いてニューヨーク都市圏のケーブルビジョン・システムズ・コーポレーション（Cablevision Systems Corporation）の買収を2016年6月に完了、両社を統合し、アルティスUSAとして再編成を行った。その後、ヨーロッパ事業が多額の債務を抱える中、2018年1月、アルティスはアルティスUSAのスピンオフを発表、パトリック・ドライは分離したアルティスUSAの経営権を引き続き掌握するが、アルティス・ヨーロッパとは基本的に独立した経営陣でアルティスUSAは運営されることになった。